# Associação Atlética Luziânia
El AA Luziânia es un equipo de fútbol de Brasil que juega en el Campeonato Brasiliense, la primera división del Distrito Federal de Brasil.

## Historia
Fue fundado el 13 de diciembre de 1926 en la ciudad de Santa Luzia del estado de Goiás con el nombre AA Luziana por Manoel Gonçalves da Cruz, un minero de Río Pomba. En 1946 cambia su nombre por el de AA Luziania luego de que la ciudad cambiara su nombre por Luziânia y sus colores eran similares a los del América Carioca.
El 26 de julio de 1959 cambia su nombre por el de Luziânia Esporte Clube por decisión de su entonces presidente Francisco das Chagas Rocha y cambió los colores del club por el blanco y negro como el del Santos FC en un periodo de crisis institucional que le alcanzó para llegar a la final por el título aficionado de 1963 a pesar de estar invicto por 52 partidos consecutivos. Fue uno de los 19 equipos fundadores del Campeonato Brasiliense de 1959 a pesar de ser de una ciudad del estado de Goiás, esto porque a Luziânia le es más fácil jugar en el Distrito Federal de Brasil por su cercanía, ya que la ciudad está a 70 kilómetros de Brasilia contra los 200 kilómetros de los que está de Goiania.
El 9 de septiembre de 1981 cambia su nombre por el de Luziânia Futebol Clube con la idea de participar en el Campeonato Goiano, aunque la idea la dejaron de lado por los costos de transporte y abandonó la liga en 1994.
En 1995 se apostó por regresar al club al Campeonato Brasiliense, con lo que el club pasó a llamarse AA Luziânia y sus colores pasaron a ser celeste y blanco, regresando oficialmente para la temporada 1996 donde avanzaron hasta la semifinales. En la temporada 2006 lograron una buena temporada, lo suficiente para jugar en el Campeonato Brasileño de Serie C de 2006 donde fue eliminado en la primera ronda, y al año siguiente desciende del Campeonato Brasiliense.
En 2012 gana por primera vez la copa estatal, con lo que logra la clasificación para la Copa de Brasil por primera vez donde terminó eliminado en la primera ronda por el Fortaleza EC en penales. En 2014 gana el Campeonato Brasiliense por primera vez al vencer en la final al Brasília FC, con lo que se convirtió en elpriimer equipo no perteneciente al Distrito Federal de Brasil en ganar el Campeonato Brasiliense. En 2015 participa por segunda ocasión en la Copa de Brasil donde vuelve a ser eliminado en la primera ronda, esta vez por el América Mineiro por marcador de 0-3.
En 2016 gana el Campeonato Brasiliense por segunda ocasión, donde vence en la final al Ceilândia Esporte Clube y en esta ocasión lo hizo de manera invicta.
En 2022 termina en la última posición del Campeonato Brasiliense, descendiendo así a la segunda división, tras estar 11 años consecutivos en la máxima categoría.

## Palmarés

### Estatal
- Campeonato Brasiliense: 2

2014, 2016
- Copa de Brasilia: 1

2012
- Copa de Planalto: 2

1929, 1962

### Municipal
- Copa Ciudad de Planaltina: 1

1956
- Copa Centenario de Planaltina: 1

1956

### Amistoso
- Torneo Álvaro de Morais: 1

1958
- Copa Zequinha Roriz: 1

1992

## Jugadores

### Jugadores destacados
- Lúcio Bala[10]
- Vaguinho[11]